# アーサー・ゴア (第7代アラン伯爵)
第7代アラン伯爵アーサー・ポール・ジョン・ジェームズ・チャールズ・ゴア（英語: Arthur Paul John James Charles Gore, 7th Earl of Arran、1903年7月31日 – 1958年12月28日）は、アイルランド貴族。爵位継承から1週間後に自殺した。同性愛者であり、その死がきっかけとなって弟の第8代アラン伯爵が貴族院で同性愛の非犯罪化を推進、1967年に成功を収めた。

## 生涯
第6代アラン伯爵アーサー・ジョスリン・チャールズ・ゴアと1人目の妻モード・ジャックリン・マリー・ボークラーク（Maude Jacqueline Marie Beauclerk、旧姓ホイセン・ファン・カッテンディーケ（Huyssen van Kattendijke）、1927年3月6日没、フレデリック・ヨハン・エマヌエル・ホイセン・ファン・カッテンディーケ男爵の娘）の長男として、1903年7月31日に生まれた。ウィンチェスター・カレッジとオックスフォード大学ニュー・カレッジで教育を受け、後者でB.A.の学位を修得した。
1931年から1932年まで、南アフリカ連邦総督の第6代クラレンドン伯爵ジョージ・ヴィリアーズのエー＝ド＝カン（副官）を務めた。
1958年12月19日に父が死去すると、アラン伯爵位を継承した。しかし、自身もその1週間後の1958年12月28日に生涯未婚のまま死去、弟アーサー・カッテンダイク・ストレンジ・アーチボルドが爵位を継承した。同性愛者であり、自殺したとされる。その死がきっかけとなって、爵位を継承した弟が貴族院で同性愛の非犯罪化を推進、1967年に成功を収めた。

## 著作
- Sudley, Lord (1956) [1933]. William, or More Loved than Loving (英語). London: Chapman & Hall.
  - 書評：Pakenham, Pansy (18 May 1956). "Out to Grass". The Spectator (英語). p. 24.